# Grafmonument Insinger
Het grafmonument Insinger is een beschermd rijksmonument bij de Stulpkerk op de Nederlands Hervormde Begraafplaats Hoge Vuurseweg bij Lage Vuursche, in de provincie Utrecht.
De begraafplaats is in gebruik sinds 1659 toen de Stulpkerk werd gesticht. De begraafplaats wordt omgeven door een smeedijzeren hek. Op het deurtje van het hek staat te lezen: Zalig zijn de doden die in de Heere sterven. Een van de grootste graven is die van Jan Herman Insinger (1854-1918) en diens vader Herman Albrecht Insinger (1827-1911). Het grafmonument werd ontworpen door architect J.W. Hanrath. Reden voor de monumentenstatus is de cultuurhistorische waarde als uiting van de funeraire cultuur, de bouwstijl en de plaats in het oeuvre van Hanrath. Het graf is ontworpen in Egyptische stijl met diverse hiërogliefen en inscripties. Reiziger, kunsthandelaar en fotograaf J.H. Insinger was amateurarcheoloog/egyptoloog. Hij werd in 1879 als T.B.C.-lijder naar Egypte gestuurd door zijn vader. In Luxor leidde hij veertig jaar een handelshuis en groeide zijn waardering voor de Egyptische cultuur. Naar hem is de Papyrus Insinger genoemd, die in het Rijksmuseum van Oudheden te Leiden wordt bewaard.